# Планка «За участие во Второй ливанской войне»
Планка «За участие во Второй ливанской войне» (ивр. אות מלחמת לבנון השנייה‎) — памятная награда для участников Второй ливанской войны, вручаемая ЦАХАЛом или Министерством обороны. Из-за особенностей кампании, в частности глубокого вовлечения в неё гражданского населения в тылу, планкой также были награждены несколько тысяч мирных жителей.
Первые планки были вручены 2 сентября 2007 года начальникам штабов, отличившимся в войне.

## Описание
Дизайн планки схож с аналогичной наградой Первой ливанской войны. Красный цвет символизирует кровь павших, оранжевый — командование тыла, а зелёный, красный и белый — ливанский флаг.
Изначально планка была тканевой, позже заменена на металлическую, с эмалевым покрытием. Дизайн последней многие солдаты посчитали менее эстетичным.

## Условия для награждения
Для награждения планкой надо было соответствовать одному из следующих критериев:
- Для военнослужащих:
  - Служить в регулярной службе ЦАХАЛа или действительном резерве в течение не менее 3 дней подряд в период с 12 июля 2006 по 14 августа 2006 года.
  - В случае пропажи без вести, ранения или попадания в плен в зоне боевых действий во время указанного периода.
- Для гражданских лиц:
  - Быть сотрудником или волонтёром в полиции Израиля, Управление тюрем, Службе общей безопасности или Моссаде в течение указанного периода на протяжении не менее 3 дней подряд.
  - Работать или заниматься волонтёрской деятельностью в Северном или Хайфском округах в гражданских службах (госучреждениях, пожарных частях, медицинской службе Маген Давид Адом, спасательной организации ЗАКА, национальных объединений (Всемирной сионистской организации, Еврейского агентства, Еврейского национального фонда и связанных с ними организаций) и т. д.) в течение указанного периода не менее 8 дней подряд.

Также планкой награждались населённые пункты, пострадавшие во время войны.
14 января 2009 года была одобрена поправка в статут, согласно которой сотрудники пожарных частей и члены Маген Давид Адома Северного округа могли получить награду вне зависимости от срока службы.

## Критика награды
В израильских СМИ стали появляться сообщения о недовольстве солдат ЦАХАЛа в отношении награды. На то были разные причины — от критики самой военной кампании до слишком широкого круга людей, не участвовавших в боевых действиях, но подлежащих награждению.
В ответ военные власти заявили, что предпримут меры, дабы обязать обладателей награды носить её, вплоть до угрозы суда для солдат, замеченных на официальных мероприятиях в форме без знака.
В 2008 году бывший депутат Кнессета Мосси Раз вернул планку, выданную ему по окончании службы в запасе своего подразделения, из-за неприятия данной войны.